# 1. FC 하이덴하임
1. FC 하이덴하임(1. FC Heidenheim)은 독일 바덴뷔르템베르크주의 도시 하이덴하임안데어브렌츠을 연고로 하는 축구 클럽이다. 현재 분데스리가에 참가하고 있다.

## 선수 명단

### 현재 선수 명단
2024년 8월 30일 기준
참고: FIFA 자격 규정에 따라 소속된 국가대표팀 국기를 표시합니다. 선수는 복수의 FIFA 비회원국 국적을 가지고 있을 수 있습니다.
| 번호 | 포지션 | 국적 | 이름                               |
| ---- | ------ | ---- | ---------------------------------- |
| 1    | GK     |      | 케빈 뮐러 (부주장)                 |
| 2    | DF     |      | 마르논 부슈                        |
| 3    | MF     |      | 얀 쇠프너                          |
| 4    | DF     |      | 팀 지르슬레벤                      |
| 5    | MF     |      | 베네딕트 김버                      |
| 6    | DF     |      | 파트리크 마인카 (주장)             |
| 8    | FW     |      | 레우 시엔자                        |
| 9    | FW     |      | 슈테판 시머                        |
| 10   | MF     |      | 파울 바너 (바이에른 뮌헨에서 임대) |
| 11   | MF     |      | 데니스 토말라                      |
| 14   | FW     |      | 막시밀리안 브로이니히              |
| 16   | MF     |      | 율리안 니후에스                    |
| 17   | MF     |      | 마티아스 혼사크                    |
| 18   | FW     |      | 마르빈 피링거                      |
| 19   | DF     |      | 요나스 푀렌바흐                    |

| 번호 | 포지션 | 국적 | 이름                     |
| ---- | ------ | ---- | ------------------------ |
| 20   | MF     |      | 루카 케르버              |
| 21   | MF     |      | 아드리안 베크            |
| 22   | GK     |      | 비투스 아이허            |
| 23   | DF     |      | 오마르 하크타브 트라오레 |
| 25   | FW     |      | 크리스토퍼 네겔레        |
| 27   | DF     |      | 토마스 켈러              |
| 29   | FW     |      | 미켈 카우프만            |
| 30   | MF     |      | 노르만 토이어카우프      |
| 31   | FW     |      | 지를로트 콘테            |
| 33   | DF     |      | 레너드 말로니            |
| 34   | GK     |      | 파울 체르누트            |
| 36   | MF     |      | 루카 야네스              |
| 39   | MF     |      | 니클라스 도르슈          |
| 40   | GK     |      | 프랑크 펠러              |

### 임대 선수 명단
참고: FIFA 자격 규정에 따라 소속된 국가대표팀 국기를 표시합니다. 선수는 복수의 FIFA 비회원국 국적을 가지고 있을 수 있습니다.
| 번호 | 포지션 | 국적 | 이름 |
| ---- | ------ | ---- | ---- |

## 성적
- 레기오날리가 남부 리그 우승: 2009
- 뷔르템베르크컵 우승: 1965 (VfL), 2008